# Стара Маликла
Стара Маликла (рос. Старая Малыкла) — село в Новомаликлинському районі Ульяновської області Російської Федерації.
Населення становить 364 особи. Входить до складу муніципального утворення Середньоякушкинське сільське поселення.

## Історія
Від 2004 року входить до складу муніципального утворення Середньоякушкинське сільське поселення.

## Населення
| 2010 |
| ---- |
| 364  |